# Bob Harley
Robert Walkinshaw „Bob“ Harley (* 8. September 1888 in Renfrew, Schottland; † 26. Juni 1958 in Winnipeg, Manitoba) war ein in Kanada aktiver Fußballspieler.

## Karriere
Harley gehörte im Jugendalter den Glasgow Rangers an und emigrierte 1911 nach Kanada. Mit Ausbruch des Ersten Weltkrieges diente er in Europa und erlitt 1916 eine schwerere Beinverletzung. Ausgezeichnet für Tapferkeit verbrachte er anschließend anderthalb Jahre in einem Armeekrankenhaus in Winnipeg um sich von seiner Verletzung zu erholen. 
1921 spielte er für die Auswahlen von Manitoba und Winnipeg, als eine schottische Verbandsauswahl in Kanada zugegen war. 1924 war er Kapitän des kanadischen Nationalteams bei einer mehrmonatigen Länderspielreise nach Australien. Dabei kam er zu sechs Einsätzen gegen die australische Nationalelf und spielte auch in Neuseeland gegen ein Auswahlteam aus Auckland. Auf Vereinsebene war er Kapitän von United Weston, gehörte aber weder 1924 noch 1926 zum Finalaufgebot, als Weston die Landesmeisterschaft gewann. 
2003 wurde er in die Canadian Soccer Hall of Fame aufgenommen.